# (598) Октавия
(598) Октавия (лат. Octavia) — астероид в поясе астероидов, найденный Максом Вольфом 13 апреля 1906 года в Хайдельберге.
Назван Октавией, в честь Октавии Младшей, старшей сестры первого римского императора Октавиана Августа.

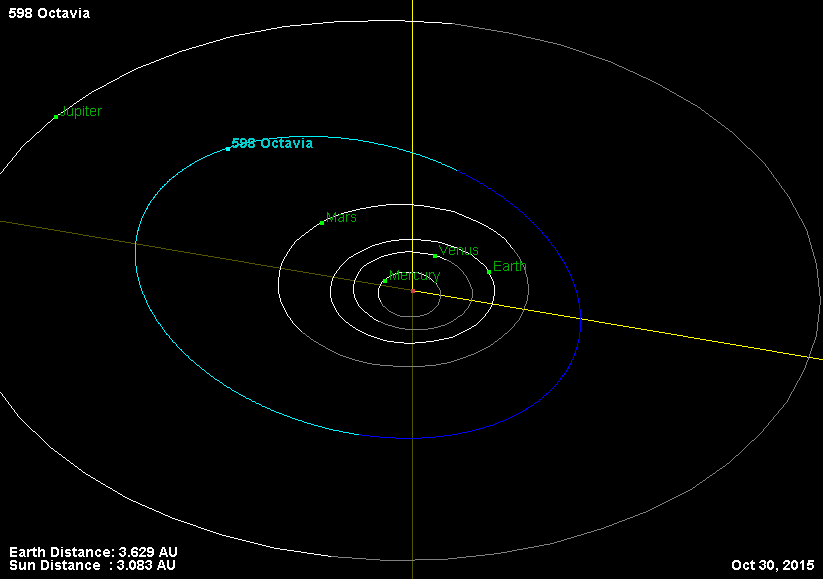
Орбита астероида Октавия и его положение в Солнечной системе